# Karaža (jezična porodica)
Carajan, 'porodica indijanskih jezika, jedna od od 108, prema Rivetu i Loukotki (1952), koju Greenberg (1987) priključuje s porodicama bororoan, botocudo, chiquitoan, erikbaktsá, fulnio,  ge-caingang, guató, camacanian, machacalian, opayé, oti, purian i yabuti u Veliku porodicu Macro-Ge. 
Porodica Carajan obuhvaća jezike i plemena Indijanaca Carajá, Xambioá i Javahe ili Javaé iz Brazila. Javaé su s rio Javaé, sada na rezervatu Área Indígena Boto Velho; pleme Xambioá s rio Araguaie i Carajá s otoka Bananal na tijeci Tocantins (Parque Indígena do Araguaia) u državama Tocantins i Mato Grosso. 

## Vanjske poveznice
- Jê